# Internet Download Manager
Internet Download Manager ou IDM é um gerenciador de downloads criado pela Tonec Inc. com o objetivo de baixar mais rapidamente os arquivos da Internet, dividindo-os em partes, capaz de acelerar em 5 vezes, permitindo pausar, retomar e agendar downloads, capaz de reiniciar downloads quebrados, ou interrompidos por conexões perdidas.

## Características
- Downloads em lotes.
- Empregos de Importação/Exportação de download.
- Atualização automática ou manual do endereço de download.
- Várias filas.
- Lista de downloads recentes para facilitar o acesso aos diretórios.
- Download de vídeos de sites de streaming de vídeo.
- Segmentação dinâmica de todo o processo de download.
- Protocolos: HTTP, FTP, HTTPS, MMS e Microsoft ISA.
- Protocolos de autenticação: Básico, negociar, NTLM e Kerberos permitindo armazenamento e auto-autenticação de nomes de usuário e senhas.

Navegadores: Internet Explorer, Opera, Netscape Navigator, Apple, Safari, Flock, Google Chrome, Mozilla Firefox.

## Recepção
Na revisão da CNET, IDM recebeu uma classificação de 3.5 de 5 estrelas com CNET concluindo que "Internet Download Manager nos parece uma escolha natural para usuários que necessitam de uma ferramenta de transferência de confiança". 
Softpedia deu IDM uma classificação de 4.1 de 5 estrelas com a editor afirmando em sua revisão que "Internet Download Manager é um aplicativo deve ter para muitos usuários lá fora". Uma avaliação extensiva tem sido feito por Softpedia em março de 2014, dando o software 4 de 5 estrelas.